# Camryn Manheim
Debra Frances "Camryn" Manheim, född 8 mars 1961 i Caldwell, New Jersey, är en amerikansk skådespelare.
Manheim är mest känd i rollen som advokaten Ellinor Frutt i TV-serien Advokaterna.
Manheims första roll var en statistroll som "flicka i hiss" i Sudden Impact från 1983.

## Filmografi (urval)
- 1983 – Sudden Impact
- 1997–2004 – Advokaterna (TV-serie)
- 1998 – Wide Awake
- 1998 – Happiness
- 2000 – The 10th Kingdom (TV-serie)
- 2002 – The Laramie Project (TV-film)
- 2004 – Twisted
- 2005 – Elvis (TV-film)
- 2005 – How I Met Your Mother, avsnitt Matchmaker (gästroll i TV-serie)
- 2006–2010 – Ghost Whisperer (TV-serie)
- 2007 – Slipstream
- 2011 – Without Men
- 2021 – Big Shot (TV-serie)